# ميك مالون
ميك مالون (بالإنجليزية: Mick Malone)‏ هو لاعب قذف أيرلندي، ولد في 1950 في Ovens, County Cork ‏ في جمهورية أيرلندا.